# SMS Szent István
SMS Szent István byl dreadnought třídy Tegetthoff rakousko-uherského námořnictva z období první světové války. Na rozdíl od ostatních lodí této třídy jeho stavbu financovalo Zalitavsko, které bylo i jeho provozovatelem. Byl to jediný postavený zalitavský dreadnought. Loď byla pojmenována po prvním uherském křesťanském králi, Svatém Štěpánu.
Szent István byl potopen torpédy dvou malých italských motorových torpédových člunů MAS. Je to jediná bitevní loď v historii, potopená podobným malým typem válečné lodi. Jeho vrak je v současnosti největším vrakem, nacházejícím se v Jaderském moři a je, přes svou nedostupnost bez speciálního povolení, známou potápěčskou atrakcí.

## Stavba
Když zalitavská vláda v roce 1911 souhlasila se svým podílem na financování nových dreadnoughtů, požadovala, aby byl jeden kus, formálně provozovaný Zalitavskem, postaven v zalitavské loděnici a navíc v co největší míře ze zalitavského materiálu. Výjimkou byla především výzbroj z plzeňské Škodovky, která vyrobila čtyři hlavní dělové věže i s kanóny ráže 305 mm a dodala i zbytek dělostřelecké výzbroje.
Další výjimkou byla Firma Erich Roučka – dnešní Metra Blansko. Tato dodávala již před první světovou válkou znamenité a odolné přístroje pro rakousko-uherské námořnictvo. Tehdy přední světově proslulé firmy v konkurenci neobstály. Ustrojí jejich měřidel byla po odpálení děl a následujících velkých otřesech lodi vždy zničena. Erich Roučka však nabídl přístroje vyhovující.
O dodávkách lodních přístrojů pro armádu se zmiňuje v článku uveřejněném v časopisu podniku Metra Blansko F. Vašíček:
"Později jsme dodávali přístroje pro válečné námořnictvo rakousko-uherské, také největší bitevní loď SMS Szent István měla všechny přístroje naše a nebylo jich málo, neboť taková loď má i ohromnou strojírnu a elektrárnu. Byly tam např. dva turbogenerátory produkující napětí 120 V a proud 3 500 A.
V první světové válce jsme se setkali s panem Roučkou na palubě této lodi. Byl tam pozván ředitelem elektrooddělení arsenálu v Pule kvůli opravám přístrojů, které jsem prováděl. Též na torpédovkách, kam jsem přišel, všude byly naše přístroje tzv. Marine-type."Zdroj: Křižník Aurora s měřidly fy Erich Roučka, autor Miroslav Starycha

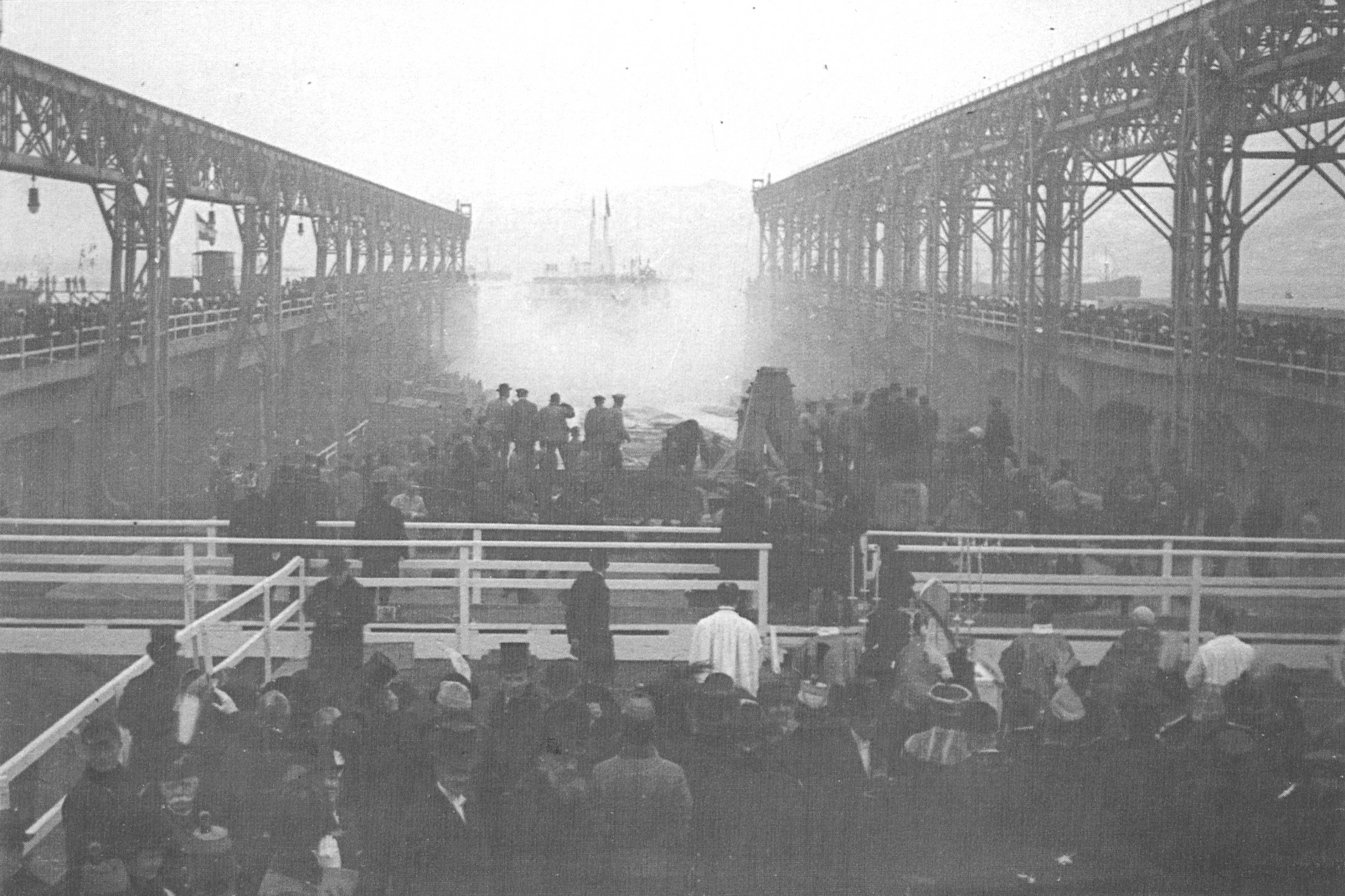
Szent István při spuštění na vodu, Rijeka 1914

Pro stavbu lodi byla vybrána fakticky jediná existující zalitavská loděnice a to Ganz & Company Danubius v Rijece, ve městě v jehož blízkosti také procházela hranice mezi Předlitavskem a Zalitavskem. Problém byl v tom, že tato loděnice doposud stavěla jen menší obchodní lodě a z válečných lodí maximálně torpédoborce. Když přišla objednávka na stavbu bitevní lodi a dvou křižníků, musela být nejprve postavena zcela nová loděnice, která by měla pro stavbu tak velkých lodí dostatečnou kapacitu.
Původně měl být Szent István dodán v červenci 1914, ale dodání lodi se opozdilo o 17 měsíců a loď musela být dokončena ve vojenském arzenálu v Pule, kam byla po vypuknutí války odtažena.
Stavba Szent Istvánu se proto nejen výrazně opozdila, ale loď měla také nekvalitní zpracování a malou spolehlivost. V průběhu stavby docházelo k řadě změn projektu. Potíže byly s v licenci vyrobenými kotli a turbínami. Loď též měla dva místo čtyř šroubů, které měly ostatní lodě této třídy, což snižovalo rychlost. Pancéřové plechy, vyrobené v Zalitavsku, byly nekvalitní, stejně jako úroveň jejich nýtování.
Kýl lodi byl založen 29. ledna 1912, trup lodi byl spuštěn na vodu 17. ledna 1914 a do služby loď vstoupila 17. listopadu 1915. Jméno Szent István ji ale bylo uděleno až 13. prosince 1915.
Podobně jako u ostatních lodí této třídy byl Szent István považován za elegantní loď. Linie hlavní paluby nebyla ničím přerušována, dva komíny stály blízko u sebe a za nimi byly záchranné čluny pro posádku. Silná výzbroj 12 děl 30,5 cm L/45 K 10 ráže 305 mm byla soustředěna ve čtyřech třídělových věžích (byly to ve světě první dokončené lodě s třídělovými věžmi). Každý z kanónů vážil téměř 55 tun a hmotnost jeho střely činila 450 kg. Maximální dostřel byl 25 000 m. Jednu dělovou věž obsluhovalo celkem 91 mužů, z toho 1 důstojník. Váha plné boční salvy činila 5400 kg.
Sekundární výzbroj tvořilo 12 kanónů 15 cm L/50 K 10 ráže 150 mm, které byly umístěny jednotlivě v kasematách na bocích lodě. Tuto výzbroj doplňovalo 18 rychlopalných děl 7 cm L/K ráže 66 mm, které doplňovala tři protibalónová děla stejné ráže. Za nevýhodu lodi bylo považováno její vysoké těžiště, dané snahou o maximální využití na bitevní loď spíše menšího výtlaku.
Szent István se od svých sesterských lodí postavených v Terstu, vizuálně lišil plošinou, která spojovala hlavní stěžeň s oběma komíny. Na této plošině bylo umístěno několik světlometů. Szent István neměl jako jediná loď své třídy instalovány protitorpédové sítě.

## Služba

### Operace během války
Domovským přístavem Szent Istvánu byla Pula. Rakousko-uherská flotila strávila většinu války nečinně ve svých přístavech. Bylo to kvůli tomu, že italská flotila kotvila v Tarantu, daleko od zablokovaného Otrantského průlivu, vody Jadranu byly plné nebezpečných min a ponorek a navíc mělo rakousko-uherské námořnictvo velký nedostatek uhlí. Szent István se v průběhu války zúčastnil především několika nájezdů spojených s ostřelováním italského pobřeží.

### Potopení lodi

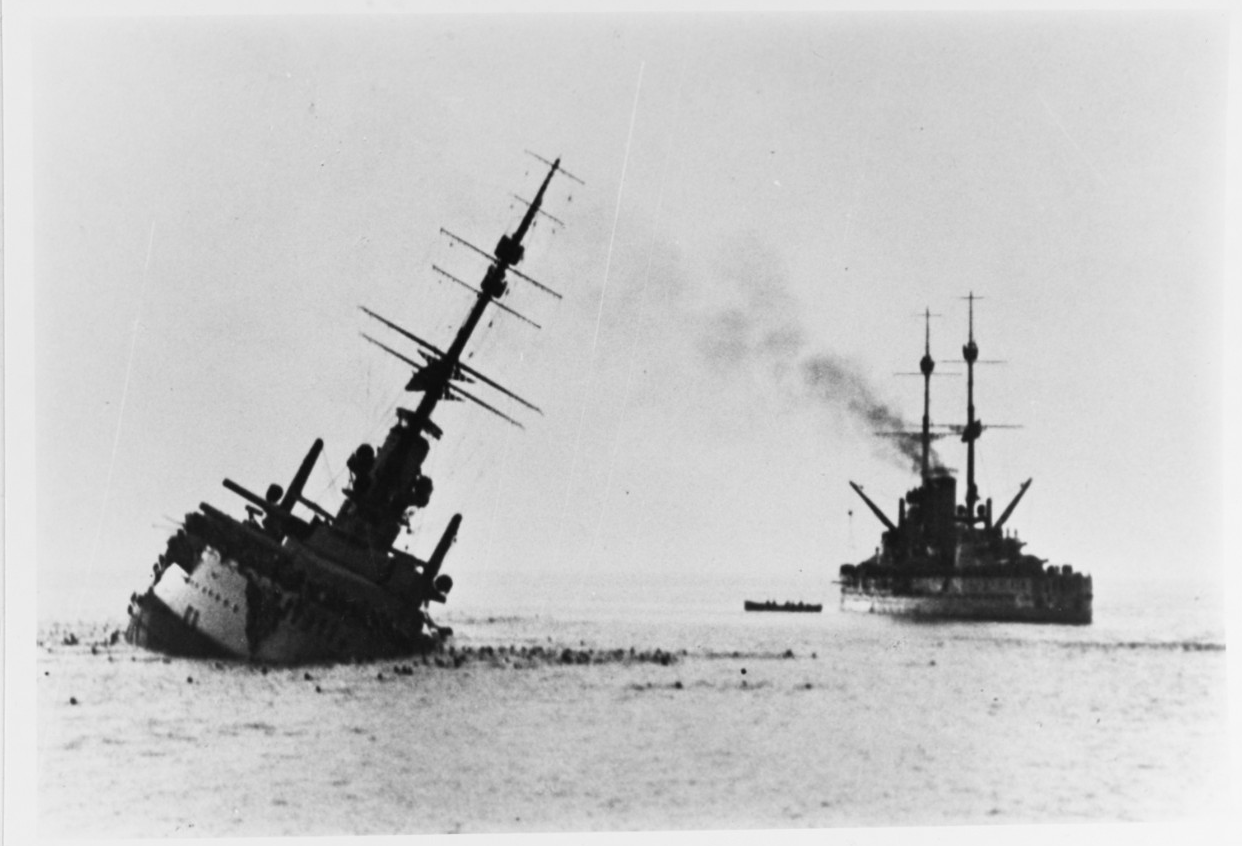
Potápějící se Szent István v červnu 1918 po zásahu italských torpéd, SMS Tegetthoff napravo

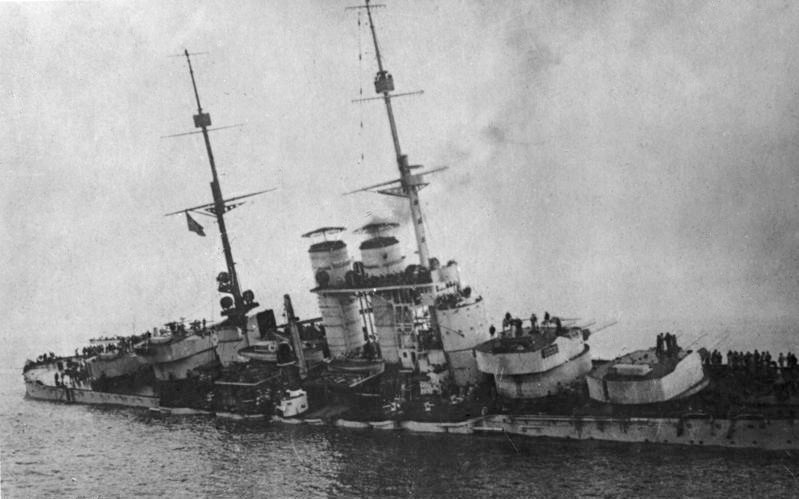
Naklánějící se Szent István

Když v roce 1918 převzal velení rakousko-uherského námořnictva admirál Miklós Horthy, naplánoval rozsáhlou operaci, při které mělo rakousko-uherské námořnictvo napadnout spojeneckou blokádu Otrantského průlivu, která držela jejich lodě a především ponorky uzavřené v Jaderském moři. Nájezd měl probíhat společně s počátkem nových operací na řece Soči. Plán byl poměrně komplikovaný, přičemž útok silného svazu lehkých sil měly krýt těžké lodě rakousko-uherského loďstva. Szent István společně se svou sesterskou lodí SMS Tegetthoff tvořil jedno z krycích uskupení.
Do akce Szent István vyplul 9. června 1918 ve 22:15. S více než hodinovým zpožděním, které vzniklo při otevírání trojnásobných protiponorkových sítí v přístavu. V čele svazu plul torpédoborec SMS Velebit, po stranách, 800 m od středové linie, plula šestice torpédovek (po dvojicích za sebou postupně torpédovky SM Tb 79T a SM Tb 77T, SM Tb 87F a SM Tb 76T a nakonec SM Tb 78T a SM Tb 81T. Uprostřed svazu plul Szent István a formaci uzavíral vlajkový Tegetthoff na kterém byl i kapitán H. Seitz, velitel celého svazu. Zbylé dvě bitevní lodě SMS Viribus Unitis a SMS Prinz Eugen, vypluly už dříve.
Během plavby se ukázalo, že ložiska turbíny Szent Istvánu se při předepsané rychlosti (kapitán Seitz stanovil 16 uzlů, aby se svaz pokusil dohnat zpoždění) přehřívají a svaz musel zpomalit na 12,5 uzlů. Když se podařilo havárii strojů odstranit a loď se pokusila zrychlit, z jejich komínů se valila oblaka hustého kouře, díky kterému svaz spatřila dvojice italských torpédových člunů.
Italské motorové torpédové čluny MAS-15 a MAS-21, pod velením korvetního kapitána Luigiho Rizza na MAS-15, vypluly ve vleku za torpédovkami 15 OS a 18 OS z Ancony, aby zde číhaly na nepřátelské lodě. Ve 2:00 se čluny měly vydat zpět na základnu, o půl hodiny se ale zpozdily a v 3:15 zpozoroval Rizzo na obzoru kouř a rozhodl se pro útok. Člunům se podařilo nepozorovaně přiblížit do vzdálenosti 300 metrů od pravoboku bitevních lodí. MAS-21 vypustil svá torpéda na Tegetthoff, ale ta se z neznámého důvodu potopila 100 metrů před cílem. Ovšem obě 450mm torpéda z člunu MAS-15 zasáhla ve 3:31 ráno pravobok Szent Istvánu. Torpédové čluny se pak bez poškození stáhly a vrátily do Ancony.

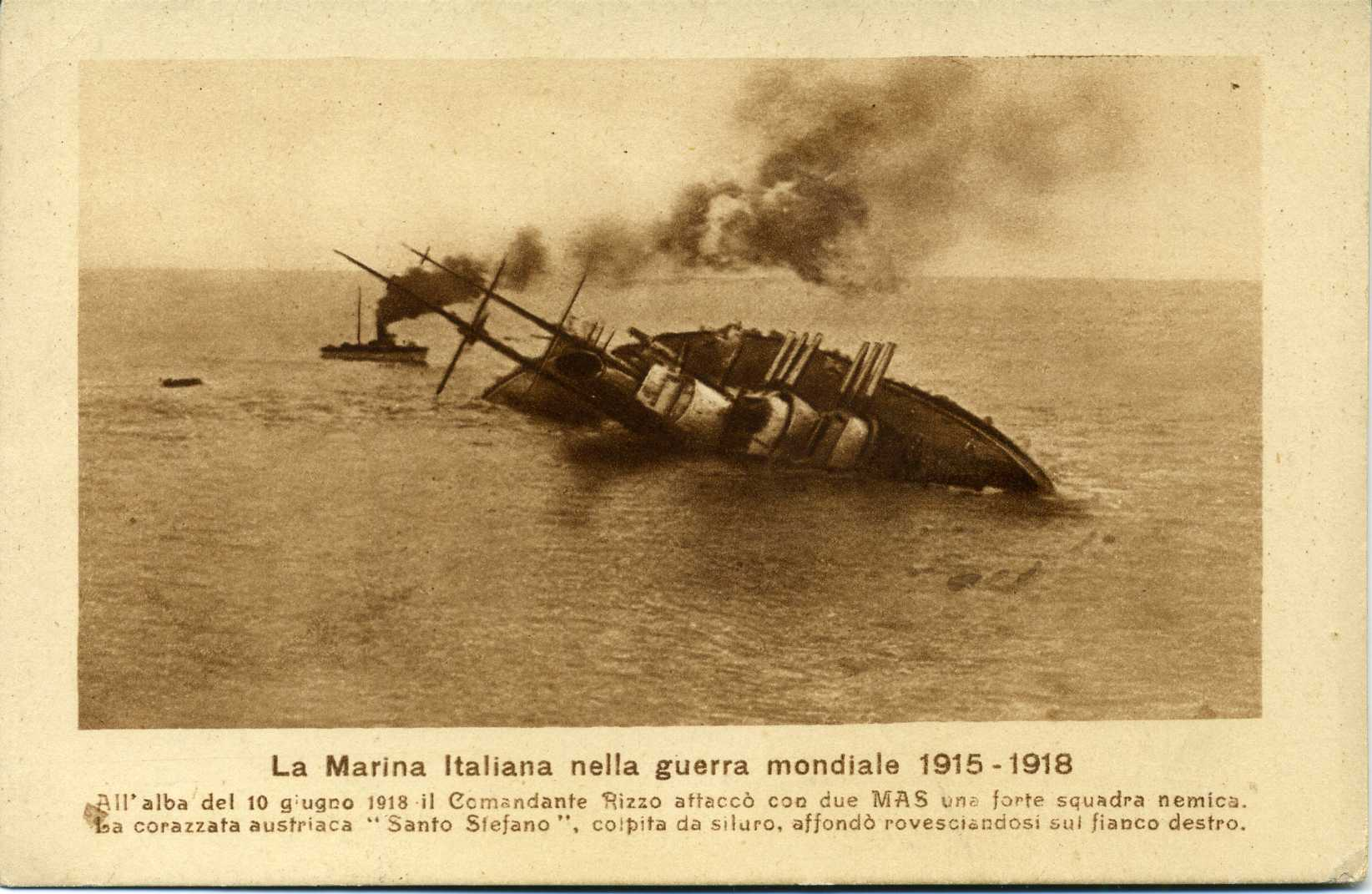
Italská pohlednice přibližně z roku 1920 zachycující SMS Szent István krátce před potopením

První torpédo prorazilo bok lodi v místě přední kotelny, druhé více k zádi. Jen dva z 12 kotlů voda neuhasila a nadále dodávaly energii pumpám, čerpajícím vodu z podpalubí. Loď se rychle naklonila 10° na pravobok (náklon se zatopením protilehlých komor podařilo snížit na 7°) a zpomalila na přibližně 5 uzlů. Začaly chaotické záchranné práce. Věže lodi byly otočeny na levobok, aby se náklon alespoň trochu vyrovnal. Kapitán chtěl původně s lodí najet na břeh, ale pronikání vody do přední kotelny a dále do trupu, společně s nemožností uzavřít část poškozených vodotěsných přepážek, tento úmysl zmařilo. Když byly uhašeny poslední kotle, vydal kapitán rozkaz, aby se posádka shromáždila na palubě lodě pro případnou evakuaci, přestože pokračovaly pokusy o její odvlečení Tegetthoffem.
Tegetthoff se nejprve rychle vzdálil a po nějakém čase se vrátil zpět, aby vzal Szent István do vleku a odtáhl ho do Puly. Několikrát však kvůli falešným hlášením italských ponorek vlečení přerušil. Vlečení definitivně přerušil v 5:40, protože náklon Szent Istvánu byl příliš velký na to, aby to bylo bezpečné (pravobok se v té době už nořil do vody). Záchranné práce ale byly neúspěšné a loď se v 6:05 otočila kýlem vzhůru a v 6:12 potopila, přičemž zahynulo 89 členů posádky a 29 bylo zraněno. Admirál Horthy po ztrátě jednoho ze tří cenných dreadnoughtů celý útok na úžinu zrušil a rakousko-uherská flotila se vrátila do přístavů, aby zde nečinně zůstala až do konce války.

### Záznam potopení lodi
Potopení Szent Istvánu nafilmovala posádka Tegetthoffu. Půlhodinový záznam byl později používán při kampani Červeného kříže a koloval v mnoha kopiích. Szent István byl, společně s HMS Barham a USS Arizona, jen jednou ze tří bitevních lodí, jejichž potopení bylo nafilmováno.

## Vrak Szent Istvánu
Přesná poloha vraku je známa až od roku 1974. Nachází se 8 mil severozápadně od ostrova Premuda. Vrak Szent Istvánu leží na dně v hloubce 66 metrů (délka lodi samotné je přitom 152 metrů) a vystupuje až do hloubky 45 m. Loď leží kýlem vzhůru a její věže jsou stále na svých místech, natočené na levobok. Nástavby lodi jsou hluboko v písku. Ční z něj záď lodi s kormidlem a šrouby, zamotanými v sítích, a admirálskou terasou.
Příď lodi je odlomená, protože se trup při potopení nejprve přídí opřel o dno, zatímco záď byla ještě na hladině. Vrak je stále v dobrém stavu. Jelikož se trup rozlomil v místě muničního skladu, je okolo po dně roztroušena munice hlavní ráže.
Vrak byl opakovaně prozkoumán potápěči a pečlivě zdokumentován. V roce 1990 ho v rámci natáčení italského dokumentárního filmu zkoumali potápěči. Jiná skupina zjistila v roce 1993 rozlomení trupu. Někteří potápěči se dokonce v místě odlomení přídě podívali do předních skladišť munice.
Z vraku byly vyzvednuty některé trosky, které byly pak umístěny v muzeu v Pule. Mezi nimi jsou i mosazné desky se jménem lodi, které původně visely po stranách její zádě.
Vrak lodi je kulturní památkou a lze ho navštívit jen s povolením chorvatského ministerstva. Pro potápěčské „lovce vraků“ je to asi nejlákavější a také největší vrak na Jadranu.

## Zajímavosti
- Korvetní kapitán Luigi Rizzo se v Itálii proslavil už dříve při akci, kdy 10. prosince 1917 vnikl s dvěma čluny MAS do rakouského přístavu Terst a potopil zde torpédem rakousko-uherskou obrněnou loď třídy Monarch, SMS Wien, za což dostal Zlatou medaili za statečnost. Za potopení Szent Istvánu byl italským králem Viktorem Emanuelem povýšen na kontradmirála.[2]

- Motorový torpédový člun MAS-15 je dodnes vystaven v muzeu Sacrario delle Bandiere v Římě.

- Den husarského úspěchu člunů MAS je dodnes slaven, jelikož 10. červen byl prohlášen za Den válečného loďstva. Byl to největší italský námořní úspěch celé války.[6]

- Je známo, že v řadách rakousko-uherského loďstva sloužilo okolo 6000 námořníků z Čech. Český rozhlas uvádí, že v posádce lodi bylo přibližně 80 takových lidí, přičemž Robert Maxon, jediný důstojník, který při potopení lodi zahynul, pocházel z Pardubic. Další z českých námořníků byl Rudolf Mifek z Přelouče a jediný, kdo má náhrobek na námořním hřbitově v Pule, je námořník s příjmením Šerda.[7]

- Tým filmařů, který natočil potopení Szent Istvánu, byl na palubě druhého dreadnoughtu původně pro to, aby filmoval úspěšnou bitvu z Otrantském průlivu, ke které mělo ráno dojít. Místo toho zdokumentoval fiasko, ve které se akce nakonec proměnila.[6]

- Okolnosti ztráty Szent Istvánu vyšetřovala zvláštní komise, vedená kontradmirálem Alfrédem Cicolim Komise posuzovala celou přípravu a provedení operace, včetně vedení záchranných prací. Komise dospěla k závěru, že nepochybil nikdo, kromě členů posádky, kteří ještě před vydáním rozkazu opustili potápějící se loď. Jedním z těchto námořníků byl Ludvík Přibyl z Pardubic, který byl za opuštění lodi postaven před vojenský soud a před rozsudkem ho zachránil jen včasný konec války. Ludvík Přibyl zemřel v roce 1976 jako poslední z českých námořníků, kteří zkázu lodi přežili.[4]